# Зульцдорф-ан-дер-Ледерхекке
Зульцдорф-ан-дер-Ледерхекке (нем. Sulzdorf an der Lederhecke) — община в Германии, в земле Бавария. 
Подчиняется административному округу Нижняя Франкония. Входит в состав района Рён-Грабфельд. Подчиняется управлению Бад Кёнигсхофен им Грабфельд.  Население составляет 1159 человек (на 31 декабря 2010 года). Занимает площадь 36,41 км².

## Население
По оценке на 31 декабря 2015 года население общины Зульцдорф-ан-дер-Ледерхекке составляет 1112 чел. 

| Дата      | 1840 | 1871 | 1900 | 1925 | 1939 | 1950 | 1961 | 1970 | 1987 | 2011 |
| --------- | ---- | ---- | ---- | ---- | ---- | ---- | ---- | ---- | ---- | ---- |
| Население | 1287 | 1360 | 1287 | 1334 | 1237 | 1838 | 1439 | 1368 | 1213 | 1114 |

| Год       | 1960 | 1970 | 1980 | 1990 | 2000 | 2009 | 2010 | 2011 | 2012 | 2013 | 2014 | 2015 |
| --------- | ---- | ---- | ---- | ---- | ---- | ---- | ---- | ---- | ---- | ---- | ---- | ---- |
| Население | 1375 | 1353 | 1346 | 1295 | 1293 | 1194 | 1159 | 1103 | 1094 | 1095 | 1098 | 1112 |

## Достопримечательности
- Замок Бреннхаузен
- Замок Штернберг